# Victor Miadana
 (octobre 2017).
Si vous disposez d'ouvrages ou d'articles de référence ou si vous connaissez des sites web de qualité traitant du thème abordé ici, merci de compléter l'article en donnant les références utiles à sa vérifiabilité et en les liant à la section « Notes et références ».
Victor Miadana , né le 21 juillet 1920 à Ambodimandresy et décédé le 5 février 2002, est un homme politique malgache.

## Biographie
Victor Miadana est originaire de la région de Sofia. Il est né le 21 juillet 1920 à Ambodimandresy, fils d'un paysan assez aisé et aîné des garçons de la famille. Il est désigné par son père à faire des études comme veut la tradition dans les familles tsimihety. Il alla s'inscrire à l'école locale, de 1932 à 1935, puis à Analalava jusqu'en 1939 et à l'école Le Myre de Vilers d'Antananarivo en 1939-1940. Cela lui permet de devenir professeur et d'enseigner dans plusieurs écoles à Madagascar : d'abord à Mandritsara, puis à Marotandrano, Analalava, Ambohijanahary et Antananarivo. À la fin des années 1940, Victor Miadana se met en disponibilité et se rend en France pour poursuivre ses études à l'École normale de Nice de 1948 à 1952. Il retourne à l'enseignement de 1953 à 1957 à Antsiranana.
Victor Miadana se lance en politique en 1957. Il est élu à l'assemblée provinciale de Diego Suarez le 31 mars sur la liste d'union pour la défense du Nord puis réélu pour une mandature en 1960-1964. Il occupe successivement les postes de secrétaire d'État délégué à la province de Diego Suarez en 1959, secrétaire d'État auprès du ministre des Finances chargé de l'économie à Antananarivo, ministre des Finances et du Budget de 1963 à 1965 et président de l'institut d'émission de monnaie. Victor Miadana devient ensuite député de Mandritsara de 1964 à 1972 et maire de la même ville de 1964 à 1976 ; il assure également les fonctions de vice-président du gouvernement et ministre d'État chargé des Finances et du Commerce, nommé par Philibert Tsiranana, de 1966 à 1972.
Lors de la chute de la première République malgache de Philibert Tsiranana, il est arrêté puis emprisonné à Mahajanga en 1973, accusé de « fomenter une guerre tribale » ; il passe un an en prison préventive avant que son procès  ne débouche sur un non-lieu. Victor Miadana revient à la vie publique en 1992, lorsqu'il est nommé médiateur de la République. Il a également reçu le statut de sojabe (sage), une reconnaissance par la population locale de son expérience.
Il decede le 5 février 2002. De confession catholique, Victor Miadana s'est marié une fois religieusement et a eu 4 enfants dont un décédé en bas âge.

## Distinctions honorifiques
- Commandeur de l'ordre national
- Commandeur de l'Ordre du Croissant vert des Comores
- Grand officier de l'Étoile de la Grande Comore
- Chevalier de l'ordre de l'Étoile d'Anjouan
- Commandeur de l'éducation sociale française
- Commandeur de l'ordre national comorien
- Officier de la Légion d'honneur (française)
- Officier de l'ordre royal d'Éthiopie
- Grand croix de l'ordre du mérite de la R.F.A
- Grand officier de l'ordre national du Malawi
- Grand croix du nuage propice de l'ordre national taïwanais
- Médaille commémorative de la proclamation de la République malgache
- Commandeur de l'ordre national ivoirien
- Grand officier de l'ordre national malgache
- Grand croix de 2e classe de l'ordre national malgache